# Expansion corticale

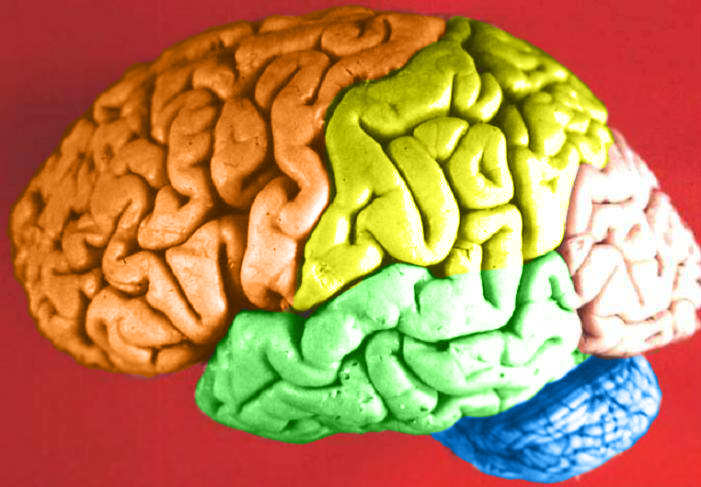
Cerveau humain en fausses couleurs. La taille particulièrement importante des lobes frontal (en orange) et pariétal (en jaune) est le résultat de l'expansion corticale

L'expansion corticale désigne le phénomène par lequel le cortex cérébral a augmenté sa surface au cours de l'encéphalisation, c'est-à-dire au cours de l'augmentation du volume global du cerveau observée dans plusieurs taxons animaux, dont la lignée humaine. Cette expansion corticale s'est accompagné d'une gyrification, c'est-à-dire d'un repliement du cortex permettant à une plus grande surface de tenir le volume de l'encéphale et qui donne lieu à l'apparition de sillons et circonvolutions, particulièrement visibles à la surface d'un cerveau humain normal.
Au cours de l'évolution de l'homme, l'expansion corticale a principalement concerné la partie antérieure du lobe frontal, le cortex préfrontal mais aussi le lobe pariétal. Bien que le surdéveloppement du lobe frontal dans l'espèce humaine (et chez d'autres grands singes) est décrit depuis le début du XXe siècle, ce n'est que plus récemment que le lobe pariétal a été reconnu comme ayant lui aussi été le siège d'une expansion cortical. Dans ce dernier cas, il semble que cette expansion se soit faite au détriment de la surface du lobe occipital. Ces phénomènes ont été reliés à l'augmentation simultanées des performances cognitives dans le domaine de la planification, du raisonnement et de l'abstraction (principalement prise en charge par le cortex préfrontal) ainsi que dans le domaine du contrôle visuo-moteur et de la mémoire de travail par opposition aux aptitudes dans le domaine visuel « pur » qui relève du lobe occipital.